# She's Like the Wind
She's Like the Wind is een nummer van de Amerikaanse acteur en zanger Patrick Swayze, met additionele vocalen van Wendy Fraser. Swayze schreef het nummer samen met Stacy Widelitz, terwijl Michael Lloyd de productie voor zijn rekening nam. In december 1987 werd het uitgebracht als onderdeel van de soundtrack van de film Dirty Dancing.

## Achtergrond
Het nummer werd al in 1984 geschreven door Swayze en Widelitz, oorspronkelijk bedoeld voor de soundtrack van de film Grandview, U.S.A., waarin het zou gaan over het karakter gespeeld door Jamie Lee Curtis. Maar het werd niet gebruikt en voor Dirty Dancing besloot Swayze de demo nog een keer te promoten. Nu werd er wel voor gekozen om het nummer te gebruiken. Het speelt tijdens een scène van Swayze die het niet in de film zingt.
De Amerikaanse artiesten Lumidee en Tony Sunshine brachten in 2007 een coverversie uit van She's Like the Wind, bedoeld voor het tweede studioalbum van Lumidee, Unexpected. Dit nummer bereikte als hoogste notering de zesde in de Deense hitlijst. Ook werd de Billboard Hot 100 bereikt, waarin het als hoogste op de drieënveertigste plek terechtkwam.

## Hitnoteringen en prijzen
She's Like the Wind bereikte in de Billboard Hot 100 de derde plaats, wat de beste prestatie was in een hitlijst. Ook in Ierland, Canada, Australië, Frankrijk, Noorwegen en Zweden bereikte het de top tien. In de Nederlandse Top 40 stond het nummer zeven weken genoteerd met een tiende plaats als hoogste notering.

### Nederlandse Top 40
| Hitnotering: 26-03-1988 t/m 07-05-1988 | Hitnotering: 26-03-1988 t/m 07-05-1988 | Hitnotering: 26-03-1988 t/m 07-05-1988 | Hitnotering: 26-03-1988 t/m 07-05-1988 | Hitnotering: 26-03-1988 t/m 07-05-1988 | Hitnotering: 26-03-1988 t/m 07-05-1988 | Hitnotering: 26-03-1988 t/m 07-05-1988 | Hitnotering: 26-03-1988 t/m 07-05-1988 | Hitnotering: 26-03-1988 t/m 07-05-1988 | Hitnotering: 26-03-1988 t/m 07-05-1988 |
| Week:                                  | 1                                      | 2                                      | 3                                      | 4                                      | 5                                      | 6                                      | 7                                      |                                        |                                        |
| -------------------------------------- | -------------------------------------- | -------------------------------------- | -------------------------------------- | -------------------------------------- | -------------------------------------- | -------------------------------------- | -------------------------------------- | -------------------------------------- | -------------------------------------- |
| Positie:                               | 31                                     | 19                                     | 11                                     | 10                                     | 12                                     | 16                                     | 32                                     | uit                                    |                                        |